# Alberto Noguera
Alberto Noguera Ripoll (Madrid, 24 settembre 1989) è un calciatore spagnolo, centrocampista del Rayo Majadahonda.

## Statistiche

### Presenze e reti nei club
| Stagione           | Club               | Campionato         | Campionato | Campionato | Coppe nazionali | Coppe nazionali | Coppe nazionali | Coppe continentali | Coppe continentali | Coppe continentali | Supercoppe | Supercoppe | Supercoppe | Totale | Totale |
| Stagione           | Club               | Comp               | Pres       | Reti       | Comp            | Pres            | Reti            | Comp               | Pres               | Reti               | Comp       | Pres       | Reti       | Pres   | Reti   |
| ------------------ | ------------------ | ------------------ | ---------- | ---------- | --------------- | --------------- | --------------- | ------------------ | ------------------ | ------------------ | ---------- | ---------- | ---------- | ------ | ------ |
| 2020-2021          | Goa                | ISL                | 19+1       | 1          | -               | -               | -               | AFC                | 0                  | 0                  | -          | -          | -          | 20     | 1      |
| 2021-2022          | Goa                | ISL                | 19         | 3          | -               | -               | -               | -                  | -                  | -                  | DC         | 6          | 1          | 25     | 4      |
| Totale Goa         | Totale Goa         | Totale Goa         | 39         | 4          |                 | 0               | 0               |                    | 0                  | 0                  |            | 6          | 1          | 45     | 5      |
| 2022-2023          | Mumbai City        | ISL                | 18+1       | 4          | SC              | 0               | 0               | QAFC               | 1                  | 1                  | DC         | 7          | 0          | 27     | 5      |
| 2023-2024          | Mumbai City        | ISL                | 11+2       | 1          | SC              | 3               | 0               | AFC                | 0                  | 0                  | DC         | 4          | 1          | 20     | 2      |
| Totale Mumbai City | Totale Mumbai City | Totale Mumbai City | 32         | 5          |                 | 3               | 0               |                    | 1                  | 1                  |            | 11         | 1          | 47     | 7      |
| 2024-2025          | Bengaluru          | ISL                | 22+4       | 5          | SC              | 1               | 0               | -                  | -                  | -                  | DC         | 5          | 1          | 32     | 6      |
| Totale Carriera    | Totale Carriera    | Totale Carriera    | 97         | 14         |                 | 4               | 0               |                    | 1                  | 1                  |            | 22         | 3          | 124    | 18     |

## Palmarès

### Club

#### Competizioni nazionali
- Segunda División B: 1

Racing Santander: 2018-2019 (gruppo 2)
- Durand Cup: 1

FC Goa: 2021
- ISL Shield: 1

Mumbai City: 2022-2023
- Indian Super League: 1

Mumbai City: 2023-2024